# تيرينس مان
تيرينس مان (بالإنجليزية: Terrence Mann)‏ هو كاتب أغاني ومغني وممثل أمريكي، ولد في 1 يوليو 1951 في الولايات المتحدة.

## أعمال

### أفلام
- (1986) المخلوقات
- (1988) المخلوقات 2
- (1992) المخلوقات 4

### مسلسلات
- سينسايت
- عالم آخر

## ترشيحات
- جائزة توني عن فئة أفضل ممثل في مسرحية موسيقية [الإنجليزية]‏ (1987)
- جائزة توني عن فئة أفضل ممثل في مسرحية موسيقية [الإنجليزية]‏ (1994)

## وصلات خارجية
- تيرينس مان على موقع IMDb (الإنجليزية)
- تيرينس مان على موقع ميوزك برينز (الإنجليزية)
- تيرينس مان على موقع قاعدة بيانات برودواي على الإنترنت (الإنجليزية)
- تيرينس مان على موقع قاعدة بيانات برودواي على الإنترنت (الإنجليزية)
- تيرينس مان على موقع إن إن دي بي (الإنجليزية)
- تيرينس مان على موقع ديسكوغز (الإنجليزية)
- تيرينس مان على موقع ديسكوغز (الإنجليزية)
- تيرينس مان على موقع قاعدة بيانات الفيلم (الإنجليزية)